# Rolex Paris Masters 2023
Rolex Paris Masters 2023 byl tenisový turnaj na mužském profesionálním okruhu ATP Tour, hraný v komplexu arény Bercy. Padesátý první ročník Paris Masters probíhal mezi 30. říjnem až 5. listopadem 2023 ve francouzské metropoli Paříži na krytých dvorcích s tvrdým povrchem GreenSet. Generálním sponzorem se posedmé stala švýcarská hodinářská firma Rolex.
Turnaj dotovaný 6 748 815 eury byl poslední částí devítidílné kategorie ATP Tour Masters 1000. Nejvýše nasazeným singlistou se stal první tenista světa Novak Djoković. Jako poslední přímý účastník do dvouhry nastoupil německý 47. hráč žebříčku Daniel Altmaier. V důsledku invaze Ruska na Ukrajinu na konci února 2022 řídící organizace tenisu ATP, WTA a ITF s grandslamy rozhodly, že ruští a běloruští tenisté mohli dále na okruzích startovat, ale do odvolání nikoli pod vlajkami Ruska a Běloruska.
Devadesátý sedmý singlový titul na okruhu ATP Tour vybojoval 36letý Srb Novak Djoković. Na Paris Masters navýšil své singlové rekordy včetně sedmé trofeje a devátého finále. Jubilejním 40. titulem v kategorii Masters rovněž navýšil historický rekord. Po roku 2021 tak podruhé v jediné sezóně ovládl French Open i pařížský masters, což se nikomu před ním nepodařilo. Po skončení již držel 18zápasovou neporazitelnost trvající od srpnového Cincinnati Masters. Čtyřhru ovládl Mexičan Santiago González s Francouzem Édouardem Rogerem-Vasselinem. Společně získali pátou trofej a po Miami Open 2023 druhou v sérii Masters.

## Rozdělení bodů a finančních odměn

### Rozdělení bodů
| Soutěž  | Soutěž | vítězové | finalisté | semifinalisté | čtvrtfinalisté | 16 v kole | 32 v kole | 64 v kole | Q  | Q2 | Q1 |
| ------- | ------ | -------- | --------- | ------------- | -------------- | --------- | --------- | --------- | -- | -- | -- |
| dvouhra | [ 3 ]  | 1000     | 600       | 360           | 180            | 90        | 45        | 10        | 25 | 16 | 0  |
| čtyřhra | [ 9 ]  | 1000     | 600       | 360           | 180            | 90        | 0         | —         | —  | —  | —  |

### Finanční odměny
| Soutěž                                | Soutěž       | vítězové  | finalisté | semifinalisté | čtvrtfinalisté | 16 v kole | 32 v kole | 64 v kole | Q2       | Q1      |
| ------------------------------------- | ------------ | --------- | --------- | ------------- | -------------- | --------- | --------- | --------- | -------- | ------- |
| dvouhra                               | [ 3 ] [ 10 ] | 836 355 € | 456 720 € | 249 740 €     | 136 255 €      | 72 865 €  | 39 070 €  | 21 650 €  | 11 090 € | 5 810 € |
| čtyřhra                               | [ 9 ]        | 282 960 € | 147 840 € | 78 140 €      | 43 300 €       | 23 760 €  | 13 200 €  | —         | —        | —       |
| ve čtyřhře jsou částky uváděny na pár |              |           |           |               |                |           |           |           |          |         |

## Dvouhra

### Nasazení
| Stát                          | Hráč               | ATP | Nasazení |
| ----------------------------- | ------------------ | --- | -------- |
| Srbsko                        | Novak Djoković     | 1.  | 1.       |
| Španělsko                     | Carlos Alcaraz     | 2.  | 2.       |
|                               | Daniil Medveděv    | 3.  | 3.       |
| Itálie                        | Jannik Sinner      | 4.  | 4.       |
|                               | Andrej Rubljov     | 5.  | 5.       |
| Dánsko                        | Holger Rune        | 7.  | 6.       |
| Řecko                         | Stefanos Tsitsipas | 6.  | 7.       |
| Norsko                        | Casper Ruud        | 8.  | 8.       |
| USA                           | Taylor Fritz       | 10. | 9.       |
| Německo                       | Alexander Zverev   | 9.  | 10.      |
| Polsko                        | Hubert Hurkacz     | 11. | 11.      |
| USA                           | Tommy Paul         | 12. | 12.      |
| Austrálie                     | Alex de Minaur     | 13. | 13.      |
| USA                           | Frances Tiafoe     | 14. | 14.      |
| USA                           | Ben Shelton        | 16. | 15.      |
|                               | Karen Chačanov     | 15. | 16.      |
| Žebříček ATP k 30. říjnu 2023 |                    |     |          |

### Jiné formy účasti
Následující hráči obdrželi divokou kartu do hlavní soutěže:
- Benjamin Bonzi
- Richard Gasquet
- Alexandre Müller
- Luca Van Assche

Následující hráč nastoupil pod žebříčkovou ochranou:
- Gaël Monfils

Následující hráči postoupili z kvalifikace:
- Márton Fucsovics
- Marcos Giron
- Jošihito Nišioka
- Roman Safiullin
- Dominic Thiem
- Botic van de Zandschulp
- J. J. Wolf

Následující hráči postoupili z kvalifikace jako šťastní poražení: 
- Dušan Lajović
- Jordan Thompson

### Odhlášení
před začátkem turnaje
- Matteo Arnaldi → nahradil jej  Jordan Thompson
- Pablo Carreño Busta → nahradil jej  Miomir Kecmanović
- Borna Ćorić → nahradil jej  Alexei Popyrin
- Daniel Evans → nahradil jej  Stan Wawrinka
- Cameron Norrie → nahradil jej  Dušan Lajović
- Denis Shapovalov → nahradil jej  Arthur Fils

## Čtyřhra

### Nasazení
| Stát                                                                     | Hráč              | Stát               | Hráč                   | ATP | Nasazení |
| ------------------------------------------------------------------------ | ----------------- | ------------------ | ---------------------- | --- | -------- |
| Chorvatsko                                                               | Ivan Dodig        | USA                | Austin Krajicek        | 3.  | 1.       |
| Nizozemsko                                                               | Wesley Koolhof    | Spojené království | Neal Skupski           | 7.  | 2.       |
| Indie                                                                    | Rohan Bopanna     | Austrálie          | Matthew Ebden          | 11. | 3.       |
| USA                                                                      | Rajeev Ram        | Spojené království | Joe Salisbury          | 15. | 4.       |
| Španělsko                                                                | Marcel Granollers | Argentina          | Horacio Zeballos       | 19. | 5.       |
| Argentina                                                                | Máximo González   | Argentina          | Andrés Molteni         | 23. | 6.       |
| Mexiko                                                                   | Santiago González | Francie            | Édouard Roger-Vasselin | 27. | 7.       |
| Salvador                                                                 | Marcelo Arévalo   | Nizozemsko         | Jean-Julien Rojer      | 33. | 8.       |
| Žebříček ATP k 23. říjnu 2023; číslo je součtem umístění obou členů páru |                   |                    |                        |     |          |

### Jiné formy účasti
Následující pár obdržel divokou kartu do hlavní soutěže:
- Sadio Doumbia /  Fabien Reboul
- Arthur Fils /  Richard Gasquet

Následující páry nastoupily z pozice náhradníků:
- Alexander Erler /  Lucas Miedler
- Gonzalo Escobar /  Oleksandr Nedověsov
- Matwé Middelkoop /  Andreas Mies

### Odhlášení
- Arthur Fils /  Richard Gasquet → nahradili je  Matwé Middelkoop /  Andreas Mies
- Jiří Lehečka /  Ben Shelton → nahradili je  Alexander Erler /  Lucas Miedler
- Jannik Sinner /  Stan Wawrinka → nahradili je  Gonzalo Escobar /  Oleksandr Nedověsov

## Přehled finále

### Mužská dvouhra
- Novak Djoković vs.  Grigor Dimitrov, 6–4, 6–3

### Mužská čtyřhra
- Santiago González /  Édouard Roger-Vasselin vs.  Rohan Bopanna /  Matthew Ebden, 6–2, 5–7, [10–7]